# Список дипломатических миссий Венесуэлы

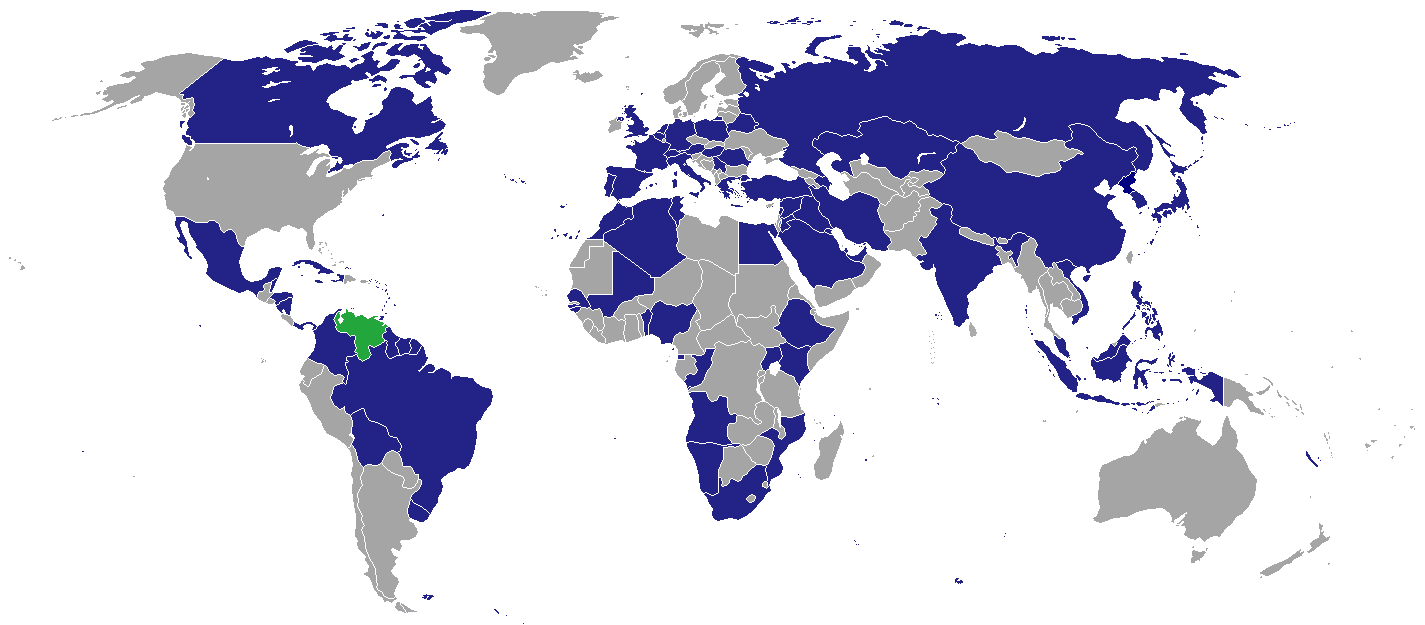

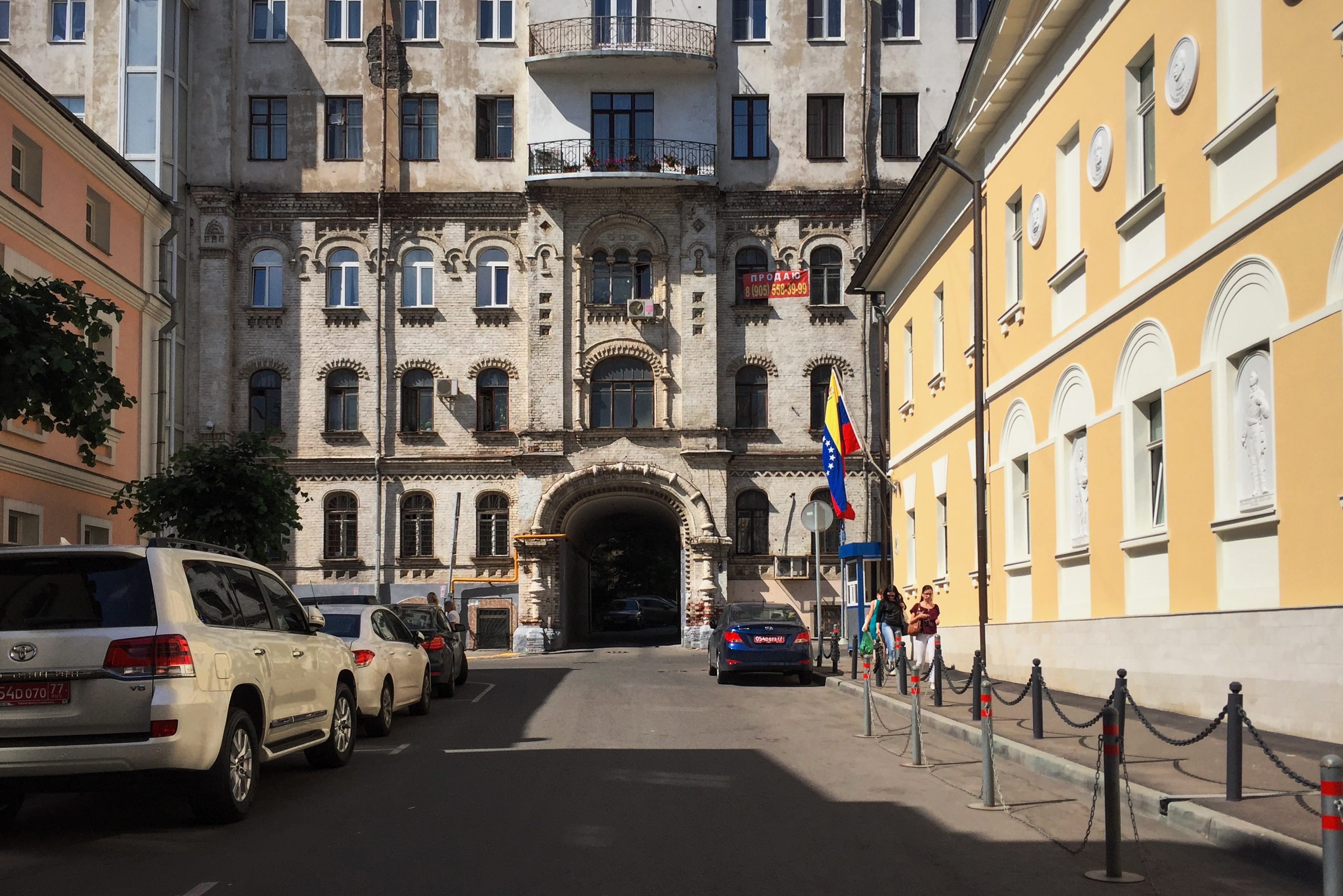
Посольство Венесуэлы в Москве

Список дипломатических миссий Венесуэлы — большая часть дипломатических представительств Венесуэлы за рубежом приходится на страны Америки, а также европейские государства.

## Европа
- Австрия, Вена (посольство)
- Беларусь, Минск (посольство)
- Бельгия, Брюссель (посольство)
- Болгария, София (посольство)
- Чехия, Прага (посольство)
- Кипр, Никосия (посольство)
- Дания, Копенгаген (посольство)
- Финляндия, Хельсинки (посольство)
- Франция, Париж (посольство)
- Германия, Берлин (посольство)
  - Гамбург (генеральное консульство)
  - Франкфурт-на-Майне (генеральное консульство)
- Греция, Афины (посольство) Рим (посольство)
- Венгрия, Будапешт (посольство)
- Италия, Рим (посольство)
  - Милан (генеральное консульство)
  - Неаполь (генеральное консульство)
- Нидерланды, Гаага (посольство)
- Норвегия, Осло (посольство)
- Польша, Варшава (посольство)
- Португалия, Лиссабон (посольство)
  - Мадейра, Фуншал (генеральное консульство)
- Румыния, Бухарест (посольство)
- Россия, Москва (посольство)
- Сербия, Белград (посольство)
- Словения, Любляна (посольство)
- Испания, Мадрид (посольство)
  - Барселона (генеральное консульство)
  - Бильбао (генеральное консульство)
  - Санта-Крус-де-Тенерифе (генеральное консульство)
  - Виго (генеральное консульство)
- Швеция, Стокгольм (посольство)
- Швейцария, Берн (посольство)
- Великобритания, Лондон (посольство)

## Африка
- Алжир, Эль-Джазаир (посольство)
- Ангола, Луанда (посольство)
- Республика Конго, Браззавиль (посольство)
- Бенин, Котону (посольство)
- Египет, Каир (посольство)
- Экваториальная Гвинея, Малабо (посольство)
- Эфиопия, Аддис-Абеба (посольство)
- Гамбия, Банджул (посольство)
- Кения, Найроби (посольство)
- Ливия, Триполи (посольство)
- Мали, Бамако (посольство)
- Марокко, Рабат (посольство)
- Мозамбик, Мапуту (посольство)
- Намибия, Виндхук (посольство)
- Нигерия, Абуджа (посольство)
- Сенегал, Дакар (посольство)
- ЮАР, Претория (посольство)

## Америка
- Антигуа и Барбуда, Сент-Джонс (посольство)
- Аргентина, Буэнос-Айрес (посольство)
- Барбадос, Бриджтаун (посольство)
- Белиз, Бельмопан (посольство)
- Боливия, Ла-Пас (посольство)
- Бразилия, Бразилиа (посольство)
  - Белен (генеральное консульство)
  - Боа-Виста (генеральное консульство)
  - Манаус (генеральное консульство)
  - Рио-де-Жанейро (генеральное консульство)
  - Сан-Паулу (генеральное консульство)
- Канада, Оттава (посольство)
  - Монреаль(генеральное консульство)
  - Торонто (генеральное консульство)
- Чили, Сантьяго (посольство)
- Колумбия, Богота (посольство)
  - Араука (генеральное консульство)
  - Барранкилья (генеральное консульство)
  - Букараманга (генеральное консульство)
  - Картахена (генеральное консульство)
  - Кукута (генеральное консульство)
  - Медельин (генеральное консульство)
  - Пуэрто-Карреньо (генеральное консульство)
- Коста-Рика, Сан-Хосе (посольство)
- Куба, Гавана (посольство)
- Доминика, Розо (посольство)
- Доминиканская Республика, Санто-Доминго (посольство)
- Эквадор, Кито (посольство)
  - Гуаякиль (генеральное консульство)
- Сальвадор, Сан-Сальвадор (посольство)
- Гренада, Сент-Джорджес (посольство)
- Гватемала, Гватемала (посольство)
- Гайана, Джорджтаун (посольство)
- Гаити, Порт-о-Пренс (посольство)
- Гондурас, Тегусигальпа (посольство)
- Ямайка, Кингстон (посольство)
- Мексика, Мехико (посольство)
- Никарагуа, Манагуа (посольство)
- Нидерланды, Аруба, Ораньестад (генеральное консульство)
  - Кюрасао Виллемстад (генеральное консульство)
- Панама, Панама (посольство)
- Парагвай, Асунсьон (посольство)
- Перу, Лима (посольство)
- Сент-Китс и Невис, Бастер(посольство)
- Сент-Люсия, Кастри (посольство)
- Франция, Мартиника, Фор-де-Франс (генеральное консульство)
- Сент-Винсент и Гренадины, Кингстаун (посольство)
- Суринам, Парамарибо (посольство)
- Тринидад и Тобаго, Порт-оф-Спейн (посольство)
- США, Вашингтон (посольство)
  - Бостон (генеральное консульство)
  - Чикаго (генеральное консульство)
  - Хьюстон(генеральное консульство)
  - Майями (генеральное консульство)
  - Новый Орлеан (генеральное консульство)
  - Нью-Йорк (генеральное консульство)
- Пуэрто-Рико, Сан-Хуан (генеральное консульство)
- Уругвай, Монтевидео (посольство)

## Азия
- Китай Пекин (посольство)
  - Гонконг (генеральное консульство)
  - Шанхай (генеральное консульство)
- Индия Нью-Дели (посольство)
- Индонезия Джакарта (посольство)
- Иран Тегеран (посольство)
- Ирак Багдад (посольство)
- Япония Токио (посольство)
- Иордания Амман (посольство)
- Южная Корея, Сеул (посольство)
- Кувейт Эль-Кувейт (посольство)
- Ливан Бейрут (посольство)
- Малайзия Куала-Лумпур
- Рамаллах (представительство)
- Филиппины Манила (посольство)
- Катар Доха (посольство)
- Саудовская Аравия Эр-Рияд (посольство)
- Сингапур Сингапур (посольство)
- Сирия Дамаск (посольство)
- Турция Анкара (посольство)
  - Стамбул (генеральное консульство)
- Вьетнам Ханой (посольство)
- ОАЭ Абу-Даби (посольство)

## Океания
- Австралия Австралия, Канберра (посольство)

## Международные организации
- Аддис-Абеба (постоянная миссия при ОАЕ)
- Брюссель (миссия при ЕС)
- Женева (постоянная миссия при учреждениях ООН и ВТО)
- Монтевидео (постоянная миссия при ALADI и MERCOSUR)
- Найроби (постоянная миссия при учреждениях ООН)
- Нью-Йорк (постоянная миссия при ООН)
- Париж (постоянная миссия при ЮНЕСКО)
- Рим (постоянная миссия при ФАО)
- Вашингтон (постоянная миссия при ОАГ).